# 恋のドッグファイト

## 映画
『恋のドッグファイト』（こいのドッグファイト、英: Dogfight）は1991年のアメリカ合衆国のドラマ映画。
リヴァー・フェニックスが残した恋愛映画。戦争映画。共演リリ・テイラー
戦場シーンを最小限に抑え、戦後別人のように雰囲気の変わったエディのセリフはほとんどなく、最後のリヴァー・フェニックス(エディ)の表情だけで戦争がどういうものか伝えようとしている。
醜い女の子を競わせ踏みにじる。けれど本当に踏みにじられるとはどういうことなのか。取り返しがつかないとはどういうことなのか。
日本劇場未公開でDVDが2003年1月7日に発売された。
リヴァー・フェニックスの映画の中で最も過小評価されている作品といわれ一般の知名度が低い。当時、試写で若者に不評だったため全米では限定公開しかされず、日本でも劇場未公開作品。2024年4月、海外でBlu-rayになり、「小さな宝石」といわれる特徴を持ち、無名の名作としてファンの間で評価が高い。
製作にあたって、若者にヒットする青春映画を望むワーナー・ブラザースとナンシー・サヴォカ監督の意見が対立し、サヴォカは監督を降板になった。新監督の撮影を主演のリヴァー・フェニックスがボイコット、再びサヴォカが撮影終了まで監督を務めたが、ワーナー側と、監督、主演、共演のリリ・テイラー側に、最後まで作風について意見の対立があった。2024年4月30日、名作を扱うクライテリオン・コレクションからBlu-rayがリリースされ、ナンシー・サヴォカ監督監修の下、ワーナーのジョン・アスピノールの編集を経てレストアされた。

## ストーリー
1960年代、ベトナム出征前夜の海兵隊員達は､誰が一番ブスな女の子をナンパして、パーティに連れてこられるか競う"ドッグファイト"と呼ばれるゲームをやり出す。エディ（リヴァー・フェニックス）もそのゲームに面白半分で参加、あまり美人でないウェートレスのローズ（リリ・テイラー）に声を掛けパーティに参加する承諾をもらう。お洒落して登場した彼女に、ゲームに勝てないことと彼女の持つピュアな心に気づき始めたエディは罪悪感を感じ別の場所にローズを誘おうとするが他のメンバーと遭遇、パーティに参加することに。トイレで同じ参加者の女の子にドッグファイトの話を聞いたローズは激怒、エディを殴り仲間の海兵隊員を罵倒、帰ってしまう。その後エディはローズの2階の窓に謝罪文を貼り付け、どうにか2人は和解。夕食のデートに出かける。次のデートの話になり、エディは明日駐屯地沖縄に発ちベトナムに行く話をする。手紙を書くというローズ。戦争の話で意見がぶつかり合う。人の魂は音楽で変えられるというローズに、ケネディは軍の物資に楽器を入れてないと返すエディ。ケンカ別れしそうになり再びエディは謝罪。ローズは閉店後のライブハウスでピアノの弾き語りをする。ローズの部屋で一夜を共にし、エディは出征。3年後、仲間の海兵隊員は戦死、エディは負傷、ローズのレストランに現れ2人は無言で抱き合う。

## スタッフ
- 監督：ナンシー・サヴォカ
- 製作：ピーター・ニューマン（英語版）、リチャード・グエイ（英語版）
- 脚本：ボブ・コンフォート
- 音楽：サラ・クラス（英語版）、 メイソン・ダリング（英語版）
- 衣裳デザイン：ユージェニー・バファルーコス

## キャスト
- リヴァー・フェニックス :エディ・バードレース
- リリ・テイラー :ローズ
- リチャード・パネビアンコ :バージン
- ブレンダン・フレイザー
- アンソニー・クラーク
- エリザベス・デイリー
- ミッチェル・ウィットフィールド
- ホーリー・ニア

## 音楽
- Lili taylor『What Have They Done to the Rain』

作曲 Malvina Reynolds．   劇中ローズが弾き語りをする曲
- Bob Dylan『Don't Think Twice, It's All Right』
- John Fahey『Sunflower River Blues』[9] エンディング曲

## 評価
映画批評集積サイトRotten Tomatoesではレビュー23件、批評家支持率は87%、一般支持率86％、一般平均点は5点満点中4.2点となっている。(2025-7)
「『恋のドッグファイト』の最後の10分間がこの映画を本当に特別なものにしているのであり、特に、何も語られず、説明もされないのに、何も必要としないという、驚くほどパワフルなラストシーンが見どころです。」
ダスティン・プットマン

## Blu-ray(2024)
アメリカ2024年4月30日, イギリス2024年5月6日リリース
監督承認ブルーレイ特別版特典 (The Criterion Collection)
- ナンシー・サヴォカ監督監修による2Kデジタル修復版、2.0サラウンドDTS-HDマスターオーディオ・サウンドトラック収録
- サヴォカ監督とプロデューサーのリチャード・ゲイによるオーディオコメンタリー

- 映画監督メアリー・ハロンによる、サヴォカ監督と女優リリ・テイラーへの最新インタビュー
- 撮影監督ボビー・ブコウスキー、美術デザインレスター・W・コーエン、脚本スーパーバイザーメアリー・サイブルスキー、音楽スーパーバイザージェフリー・キンボール、音響スーパーバイザーティム・スクワイアズ、編集者ジョン・ティントリへの最新インタビュー

- 予告編
- 聴覚障害者向け英語字幕
- 映画評論家クリスティーナ・ニューランドによるエッセイ
- 劇場版オリジナルポスターにインスパイアされた新カバー

## 劇場公開
1991年プレミア上映
- 8月30日コロラド州のテルライド映画祭
- 9月13日ニューヨーク
- 9月27日ロサンゼルス

制作日：1990年5月2日～7月初旬

## 舞台
2015年12月17日から12月30日にシアタークリエにて、屋良朝幸主演でこの映画を原作とした舞台「ドッグファイト」としてミュージカル化された。脚本はピーター・ドゥシャン、作詞・作曲はベンジ・パセック、ジャスティン・ポール、演出は山田和也。